# ワーウィック・サーポルト
- ウォーウィック・サーポルト
- ワーウィック・サーポルド
- ワーウィック・サーポード
- ワーウィック・ソーポルド

ワーウィック・アントニー・サーポルト（Warwick Anthony Saupold, 1990年1月16日 - ）は、オーストラリア連邦パース出身のプロ野球選手（投手）。右投右打。現在はオーストラリアン・ベースボールリーグのパース・ヒート所属。愛称はオージー。

## 経歴

### パース時代
2010年よりオーストラリアン・ベースボールリーグ(ABL)のパース・ヒートでプレーしていた。
2011年には同年のABLオールスターゲームに選出された。

### タイガース時代
2012年1月13日にデトロイト・タイガースと契約を結んだ。この年は傘下のA級ウェストミシガン・ホワイトキャップスでプレーし、28試合（1試合で先発）に登板して2勝1敗・防御率2.79を記録した。その後、A+級レイクランド・フライングタイガースに昇格。7試合（5試合で先発）に登板し、2勝2敗・防御率3.77を記録した。
2013年は開幕前の3月に開催された第3回ワールド・ベースボール・クラシック（WBC）のオーストラリア代表に選出された。
シーズンではAA級エリー・シーウルブズでプレーし、この年は22試合に先発登板して7勝6敗・防御率3.28を記録した。
2014年もAA級エリーでプレーし、この年は27試合に先発登板して8勝11敗・防御率5.01を記録した。
2015年はAA級エリーとAAA級トレド・マッドヘンズでプレーし、2球団合計で29試合（18試合で先発）に登板して6勝8敗1セーブ・防御率4.08の成績を残した。
2016年1月28日に第4回WBC予選のオーストラリア代表に選出された。同大会でオーストラリアは本戦出場を決めている。
シーズンでは開幕をAAA級トレドで迎えた。5月13日にメジャー契約を結んでアクティブ・ロースター入りした。翌14日のボルチモア・オリオールズ戦でメジャーデビューを果たし、15日の同カードではメジャー初勝利を挙げた。この年はメジャーで6試合に投げ、防御率7.45・1勝1敗という成績だった。マイナーでは、A+級とAAA級で計20試合に登板し (うち先発13試合) 、防御率2.25・7勝2敗・WHIP1.21という好成績を残した。
2017年はシーズン開幕前の2月9日に第4回WBC本戦のオーストラリア代表に選出された。同年は45試合登板（全てリリーフ）で、3勝2敗・防御率4.88を記録した。
2018年7月28日にDFAとなり、30日にマイナー契約でAAA級トレドへ配属された。11月2日にFAとなった。

### ハンファ時代
2018年11月15日にKBOリーグのハンファ・イーグルスと契約した。
2019年は12勝を記録した。
2020年は10勝を記録した。オフに自由契約となった。

### パース時代
2020年からはABLの古巣パース・ヒートでプレーしている（2025年現在）。

## 詳細情報

### 年度別投手成績
| 年 度    | 球 団    | 登 板 | 先 発 | 完 投 | 完 封 | 無 四 球 | 勝 利 | 敗 戦 | セ 丨 ブ | ホ 丨 ル ド | 勝 率 | 打 者 | 投 球 回 | 被 安 打 | 被 本 塁 打 | 与 四 球 | 敬 遠 | 与 死 球 | 奪 三 振 | 暴 投 | ボ 丨 ク | 失 点 | 自 責 点 | 防 御 率 | W H I P |
| -------- | -------- | ----- | ----- | ----- | ----- | -------- | ----- | ----- | -------- | ----------- | ----- | ----- | -------- | -------- | ----------- | -------- | ----- | -------- | -------- | ----- | -------- | ----- | -------- | -------- | ------- |
| 2016     | DET      | 6     | 0     | 0     | 0     | 0        | 1     | 1     | 0        | 0           | .500  | 49    | 9.2      | 17       | 0           | 3        | 0     | 1        | 10       | 0     | 0        | 8     | 8        | 7.45     | 2.07    |
| 2017     | DET      | 45    | 0     | 0     | 0     | 0        | 3     | 2     | 0        | 2           | .600  | 280   | 62.2     | 64       | 9           | 31       | 5     | 6        | 44       | 4     | 0        | 36    | 34       | 4.88     | 1.52    |
| 2018     | DET      | 31    | 0     | 0     | 0     | 0        | 4     | 1     | 1        | 0           | .800  | 158   | 34.1     | 41       | 6           | 13       | 1     | 2        | 16       | 2     | 0        | 17    | 17       | 4.46     | 1.57    |
| 2019     | ハンファ | 31    | 31    | 0     | 0     | --       | 12    | 11    | 0        | 0           | .522  | 810   | 192.1    | 191      | 8           | 54       | 1     | 8        | 135      | 8     | 0        | 84    | 75       | 3.51     | 1.27    |
| 2020     | ハンファ | 28    | 28    | 1     | 1     | --       | 10    | 13    | 0        | 0           | .435  | 734   | 165.0    | 203      | 19          | 42       | 0     | 13       | 97       | 10    | 0        | 107   | 90       | 4.91     | 1.49    |
| MLB：3年 | MLB：3年 | 82    | 0     | 0     | 0     | 0        | 8     | 4     | 1        | 2           | .667  | 487   | 106.2    | 122      | 15          | 47       | 6     | 9        | 70       | 6     | 0        | 61    | 59       | 4.98     | 1.58    |
| KBO：2年 | KBO：2年 | 59    | 59    | 1     | 1     | --       | 22    | 24    | 0        | 0           | .478  | 1544  | 357.1    | 394      | 27          | 96       | 1     | 21       | 232      | 18    | 0        | 191   | 165      | 4.16     | 1.37    |

- 2020年度シーズン終了時

### WBCでの投手成績
| 年 度 | 代 表          | 登 板 | 先 発 | 勝 利 | 敗 戦 | セ ｜ ブ | 打 者 | 投 球 回 | 被 安 打 | 被 本 塁 打 | 与 四 球 | 敬 遠 | 与 死 球 | 奪 三 振 | 暴 投 | ボ ｜ ク | 失 点 | 自 責 点 | 防 御 率 |
| ----- | -------------- | ----- | ----- | ----- | ----- | -------- | ----- | -------- | -------- | ----------- | -------- | ----- | -------- | -------- | ----- | -------- | ----- | -------- | -------- |
| 2013  | オーストラリア | 1     | 0     | 0     | 0     | 0        | 4     | 0.2      | 2        | 1           | 1        | 0     | 0        | 0        | 0     | 0        | 1     | 1        | 13.50    |
| 2017  | オーストラリア | 1     | 1     | 0     | 0     | 0        | 16    | 4.0      | 4        | 0           | 1        | 0     | 1        | 4        | 0     | 0        | 0     | 0        | 0.00     |
| 2023  | オーストラリア | 2     | 0     | 0     | 0     | 0        | 6     | 1.2      | 2        | 0           | 1        | 0     | 0        | 1        | 0     | 0        | 0     | 0        | 0.00     |

### 背番号
- 53（2016年 - 2018年）
- 44（2019年 - 2020年）

### 代表歴
- 2013 ワールド・ベースボール・クラシック・オーストラリア代表
- 2017 ワールド・ベースボール・クラシック・オーストラリア代表
- 2023 ワールド・ベースボール・クラシック・オーストラリア代表